# Squash nos Jogos da Commonwealth de 2010
O squash nos Jogos da Commonwealth de 2010 foi realizado em Délhi, na India, entre 4 e 13 de outubro. Cinco eventos foram disputados no Complexo Esportivo Siri Fort: simples masculino e feminino, duplas masculinas e femininas e duplas mistas.

## Medalhistas
Masculino
| Evento  | Ouro                                     | Prata                                      | Bronze                                     |
| Simples | Nick Matthew ENG Inglaterra              | James Willstrop ENG Inglaterra             | Peter Barker ENG Inglaterra                |
| Duplas  | Nick Matthew Adrian Grant ENG Inglaterra | Stewart Boswell David Palmer AUS Austrália | Ryan Cuskelly Cameron Pilley AUS Austrália |

Feminino
| Evento  | Ouro                                        | Prata                                      | Bronze                                   |
| Simples | Nicol David MAS Malásia                     | Jenny Duncalf ENG Inglaterra               | Kasey Brown AUS Austrália                |
| Duplas  | Jaclyn Hawkes Joelle King NZL Nova Zelândia | Jenny Duncalf Laura Massaro ENG Inglaterra | Kasey Brown Donna Urquhart AUS Austrália |

Misto
| Evento | Ouro                                     | Prata                                     | Bronze                               |
| Duplas | Cameron Pilley Kasey Brown AUS Austrália | Joelle King Mike Knight NZL Nova Zelândia | Nicol David Ong Beng Hee MAS Malásia |

## Quadro de medalhas
| Ordem | País          | Medalha de ouro | Medalha de prata | Medalha de bronze | Total |
| ----- | ------------- | --------------- | ---------------- | ----------------- | ----- |
| 1     | Inglaterra    | 2               | 3                | 1                 | 6     |
| 2     | Austrália     | 1               | 1                | 3                 | 5     |
| 3     | Nova Zelândia | 1               | 1                |                   | 2     |
| 4     | Malásia       | 1               |                  | 1                 | 2     |
| TOTAL | TOTAL         | 5               | 5                | 5                 | 15    |